# 3e régiment de tirailleurs algériens
Pour les articles homonymes, voir 3e régiment.
Le 3e régiment de tirailleurs algériens (3e RTA) est un régiment d'infanterie français, de l'armée d'Afrique, en activité entre 1842 et 1962
Il se distingue notamment au cours de la guerre du Mexique, lors de la bataille de San Lorenzo, qui lui vaut la Légion d'honneur et surtout lors de la Seconde Guerre mondiale au cours de laquelle, commandé par le colonel de Linares puis le colonel Agostini au sein de la 3e division d'infanterie algérienne, il est cité quatre fois à l'ordre de l'Armée.
Le 3e RTA est l'un des cinq régiments d'infanterie les plus décorés de la Seconde Guerre mondiale avec le 4e régiment de tirailleurs tunisiens, le 2e groupe de tabors marocains, le Régiment de marche du Tchad et la 13e demi-brigade de Légion étrangère.

## Création et différentes dénominations
- 1842 : 3e bataillon de tirailleurs indigènes de Constantine
- 1856 : 3e régiment de tirailleurs algériens
- 1962 : dissolution

## Chefs de corps
Ceci est la liste des chefs du 3e bataillon de tirailleurs indigènes de 1842 à 1855 puis du 3e régiment de tirailleurs algériens à partir de 1856.

### 3ebataillon de tirailleurs indigènes
- 1842 : chef de bataillon Thomas

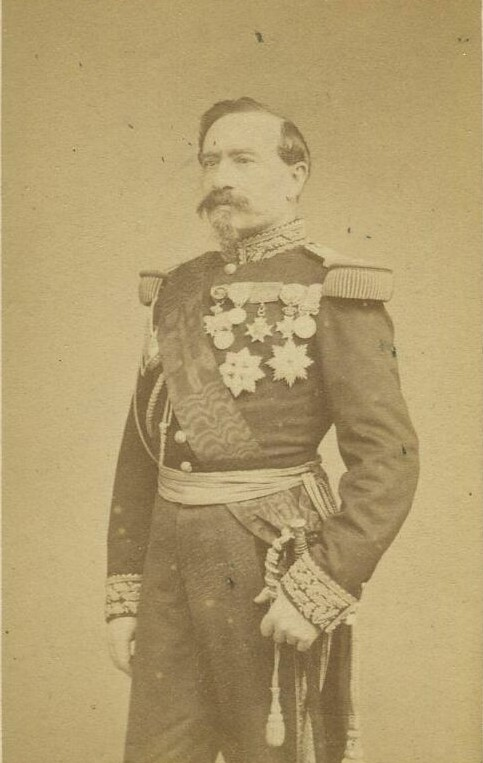
Bourbaki, commandant le 3e BTI en 1846-1850

- 1846 : chef de bataillon Bourbaki
- 1850 : chef de bataillon Bataille
- 1851 : chef de bataillon Jolivet
- 1854 : chef de bataillon Guichard

### 3erégiment de tirailleurs algériens
- 1856 : colonel Liébert

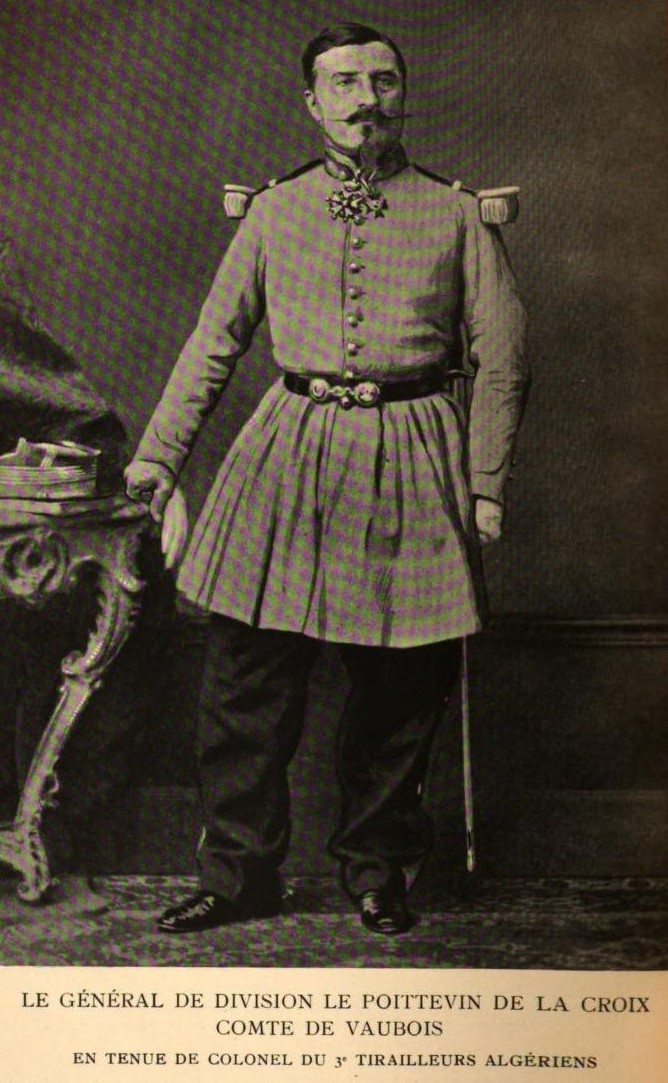
Le Poittevin de La Croix-Vaubois, commandant le 3e RTA en 1858-1864

- 1858 : colonel Le Poittevin de La Croix-Vaubois
- 1864 : colonel Gandil (nommé général)
- 1870 : colonel Barrué
- 1879 : colonel Barbier
- 1881 : colonel Gerder
- 1881 : colonel Jacob
- 1882 : colonel Boitard
- 1887 : colonel Marmet

...
- 1906 : colonel Bachelu
- 1909 : colonel Thiebault
- 1916 : colonel aubry

#### Première Guerre mondiale

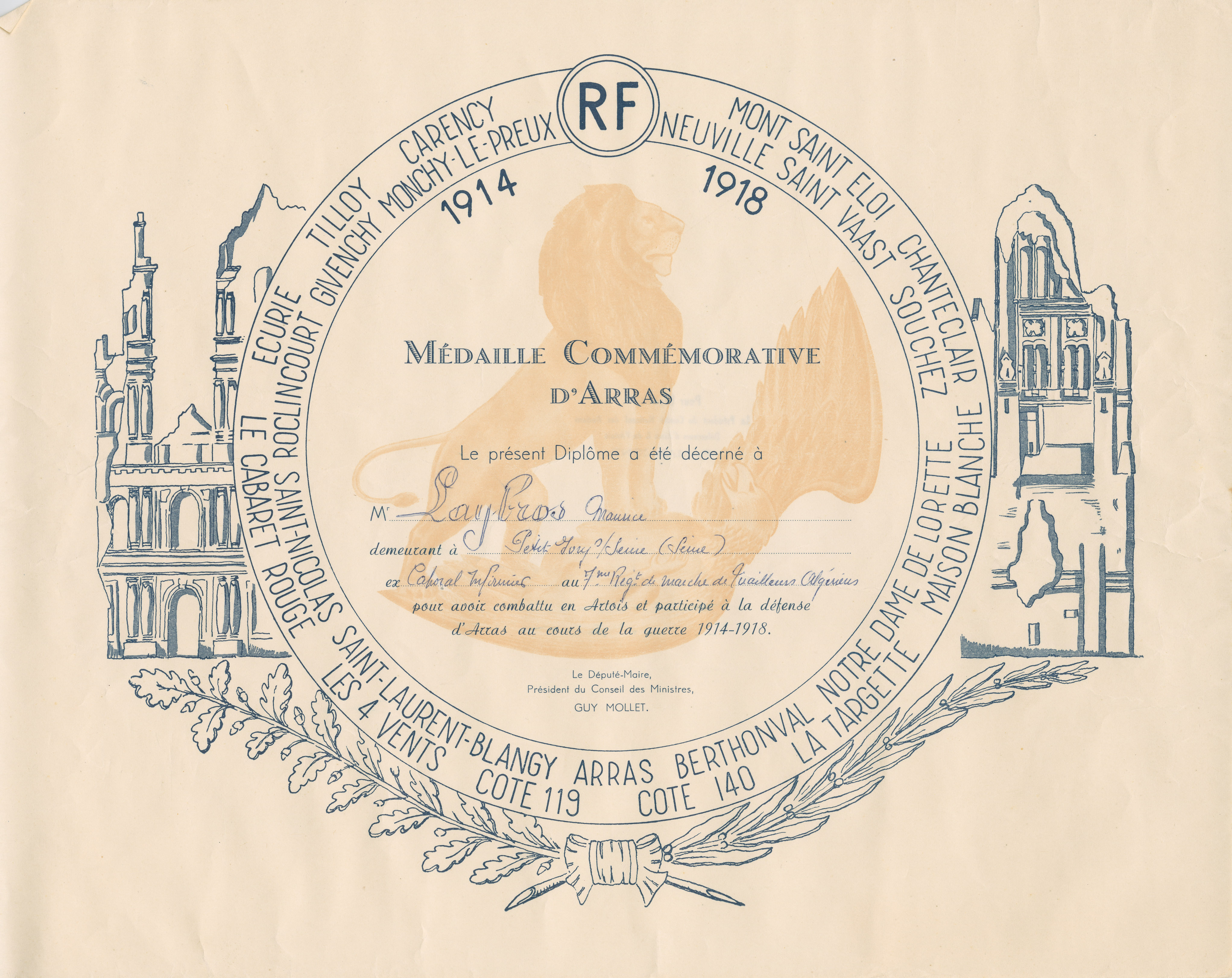
Diplôme de la Médaille Commémorative d'Arras attribuée à Maurice Laybros, caporal infirmier au 3e RMTA (Régiment de Marche de Tirailleurs Algériens). Gravement blessé par deux fois lors du conflit, plusieurs fois cité, il est récipiendaire de nombreuses décoration (croix du combattant, croix de guerre, médaille militaire).

- 2 août 1914-25 août 1914 : colonel Simon, le commandement provisoire du régiment est assuré par le commandant Demaris
- 19 septembre 1914-28 avril 1916 : Lieutenant-colonel de Gouvello
- 28 avril 1916-6 août 1916 : Colonel Thouvenel, le commandement provisoire du régiment est assuré par le commandant Gonnel puis par le commandant Le Clerc
- 26 août 1916-7 octobre 1916 : colonel Simon
- à partir du 7 octobre 1916 : lieutenant-colonel Vibert

#### Seconde Guerre mondiale
- 19 septembre 1943-15 septembre 1944 : colonel de Linarès
- 15 septembre 1944-mars 1945 : colonel Pierre Agostini
- mars 1945-? : colonel de la Boisse
- 1958 - ? : Paul Gandoët, commandant la 19e division d'infanterie et la zone ouest constantinois

## Historique des garnisons, combats et batailles du3erégimentde tirailleurs algériens

### De 1830 à 1852
Le régiment est issu du bataillon de tirailleurs indigènes de Constantine créé en Algérie en 1842. En 1856, il devient le 3e RTA. Le régiment est dissous en 1962.
Il a ses garnisons à Bône (détachements à Souk Ahras, Sétif, Saint-Arnaud).

### Guerre franco-allemande de 1870

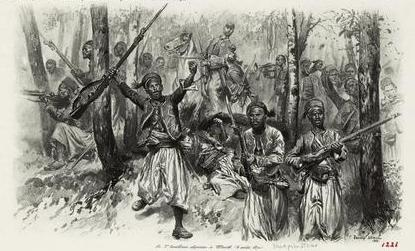
Le 3e régiment à Wœrth en 1870

Au 1er août 1870, le 3e régiment de tirailleurs algériens fait partie de l'Armée du Rhin.
Avec le 87e régiment d'infanterie du colonel Blot, le 3e forme la 2e Brigade aux ordres du général Lacretelle.
Cette 2e Brigade avec la 1re Brigade du général Fraboulet de Kerléadec, deux batteries de 4 et une de mitrailleuses, une compagnie du génie constituent la 4e Division d'Infanterie commandée par le général de division de Lartigue.
Cette division d'infanterie évolue au sein du 1er Corps d'Armée ayant pour commandant en chef le maréchal de Mac Mahon, duc de Magenta.
Au 17 août 1870, le 3e régiment de tirailleurs algériens fait partie de l'Armée de Chalons.
Avec le 87e régiment d'infanterie du colonel Blot, le 2e régiment de marche du Lt-colonel de Lenchey  et le 3e bataillon du 3e grenadiers de la Garde, le 3e forme la 2e Brigade aux ordres du général Carrey de Bellemare.
Cette 2e Brigade avec la 1re Brigade du général Fraboulet de Kerléadec, deux batteries de 4 et une de mitrailleuses, une compagnie du génie constituent la 4e Division d'Infanterie commandée par le général de brigade de Lartigue.
Cette division d'infanterie évolue au sein du 1er Corps d'Armée ayant pour commandant en chef le général de division Ducrot.

### Première Guerre mondiale

#### 1914
- Vers Charleroi : Oret, Mettet (23 août), Florennes (24 août)
- Retraite des IIIe et IVe Armées: Courgivaux, Petit-Morin
- Bataille de la Marne: Cuts-la-Pommeraye (15-17 septembre)

#### 1915
- Ire et IIIe Armées en Argonne et sur la Meuse: Plateau des Loges
- 25 septembre-6 octobre : seconde bataille de Champagne Épine de Védegrange

#### 1916
- Bataille de Verdun: Louvemont, Côte-du-Poivre (février), Souville (juillet)
- Reprise des Forts de Douaumont et de Vaux: Bois le Chaume, Bezonvaux (15 décembre)

#### 1917
- Verdun: Côte 304

#### 1918
- Moreuil (8 août)
- Noyon (28 août)
- Chauny, Tergnier

### Seconde Guerre mondiale

#### Composition du régiment
Durant la Seconde Guerre mondiale, un régiment de tirailleurs nord-africains comporte un peu plus de 3 000 hommes (dont près de 500 officiers et sous-officiers) et 200 véhicules. La proportion de Maghrébins atteint 69 % pour le régiment, 74 % pour le bataillon, 79 % pour la compagnie de fusiliers-voltigeurs, 52 % pour la compagnie antichar et 36 % pour la compagnie de canons d'infanterie.

#### 1943
En 1943, le 3e RTA appartient à la Division de Marche de Constantine qui devient rapidement la 3e division d'infanterie algérienne. Il s'illustre tout d'abord en Tunisie puis lors de la campagne d'Italie, tout d'abord en janvier 1944 en s'emparant de la Monna Acquafondata, puis lors de la bataille du Garigliano en mai 1944. Il est cité deux fois à l'ordre de l'armée durant cette campagne et obtient pour son drapeau les inscriptions  « Abruzzes 1944 » et « Rome 1944 ».

#### 1944
Débarqué en Provence le 15 août 1944, la 3e DIA entre la première dans Toulon, participe à la libération de Marseille, manœuvre dans laquelle les 3e et 7e RTA forment l'avant-garde. Elle poursuit les Allemands battus à travers les Alpes et le Jura, jusqu'au seuil de l'Alsace. Là, le dos au Rhin, la 7e armée allemande fait face. Cet affrontement fut marqué par la lutte dans les Vosges et la défense de Strasbourg à Kilstett, en janvier 1945.

#### 1945
La 3e DIA donne l'assaut à la ligne Siegfried, franchit le Rhin à Spire et prend Stuttgart. Depuis Naples, la 3e DIA a perdu 4 000 tués et 12 000 blessés.

#### Citations collectives
Au cours de la Seconde Guerre mondiale, le 3e RTA a obtenu 7 citations collectives à l'ordre de l'Armée (4 pour le régiment et 3 pour les bataillons).

#### Bilan des pertes
Le livre d'or de la 3e DIA dénombre 811 tués au combat au 3e RTA de novembre 1942 à mai 1945 dont 614 Maghrébins (75%) et 197 Européens (25%).

### Après 1945
Au printemps 1947 débarquent à Saigon, les B.M. des 1er, 2e, 3eR.T.A, 7e R.T.A. et du 4e R.T.T., puis les 25e, 23e et 27e B.T.A., soit huit bataillons, Ces troupes sont rapatriées au bout de 24 à 30 mois de séjour.
1954 : bataille de Diên Biên Phu
Après la campagne d'Indochine, il rejoint l'Algérie et combat dans la région de Constantine.
- En 1955, il sert de support à la création du 3e Groupe de Compagnies Nomades d'Algérie (1re, 2e et 3e Compagnies Nomades d'Algérie).

## Traditions

### Inscriptions portées sur le drapeau du régiment
Il porte, cousues en lettres d'or dans ses plis, les inscriptions suivantes,:

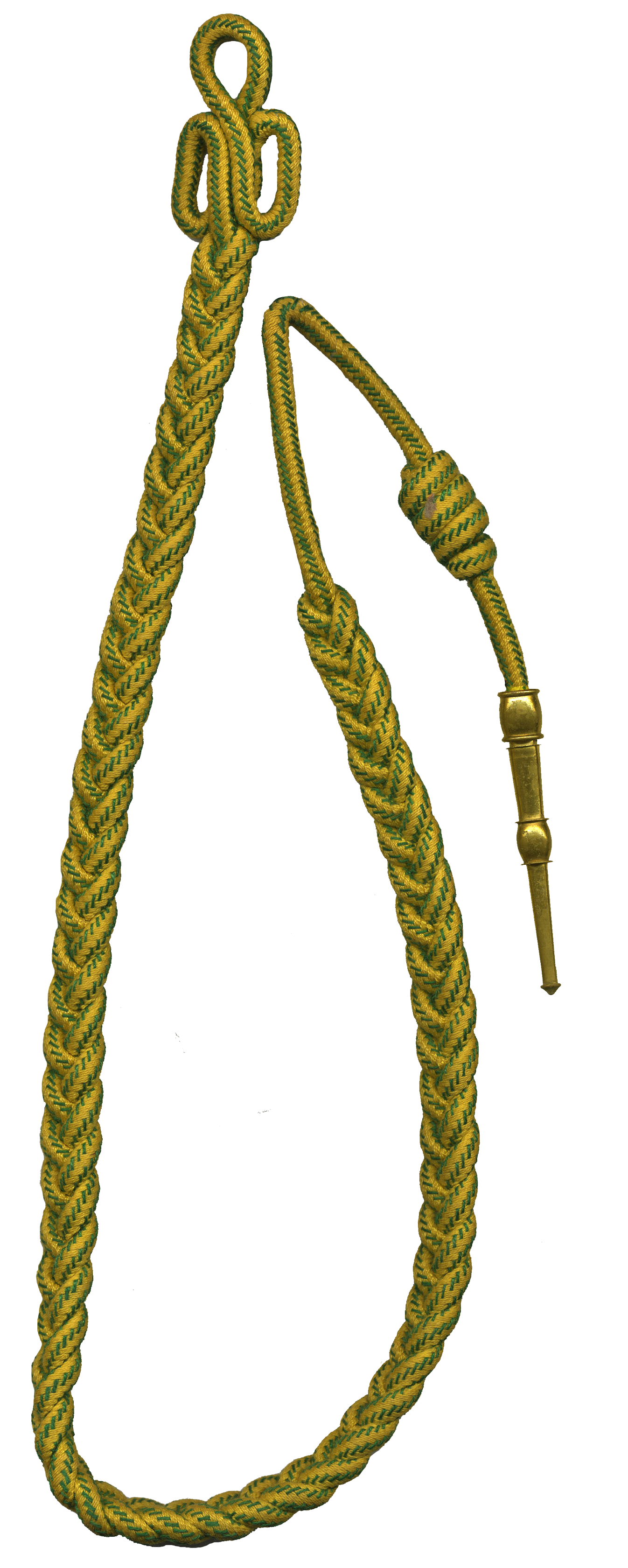
Aux couleurs du ruban de la médaille militaire sans l'olive 14-18

- Laghouat 1852
- Sébastopol 1854-1855
- Solférino 1859
- San Lorenzo 1863
- Extrême-Orient 1884-1885
- Maroc 1907-1913
- Champagne 1915
- Verdun 1916
- L'Aisne 1918
- Medjez el-Bab 1943
- Abruzzes 1944
- Rome 1944
- Toulon 1944
- Vosges 1944
- Indochine 1947-1954
- AFN 1952-1962

### Devise du Régiment
Jusqu'à la Mort

### Décorations
- Croix de la Légion d'honneur en 1863[7],[8], pour la  prise de deux drapeaux le 8 mai 1863 à la bataille de San Lorenzo, par le tirailleur Ahmed Ben Miloud qui a reçu pour sa part la Médaille militaire ;
- Croix de guerre 1914-1918 avec 2 palmes et 1 étoile d'argent ;
- Croix de guerre 1939-1945 avec 4 palmes.
- Médaille d'Or de la Ville de Milan
- Il a le droit au port de la fourragère aux couleurs du ruban de la Médaille militaire avec olive aux couleurs du ruban de la Croix de Guerre 1914-1918.

## Hommages

### Voies portant le nom du3eRTA
- Place du 3e RTA à Toulon (Var)
- Place du 3e RTA à Damprichard (Doubs)
- Place du 3e RTA à Strasbourg (Bas-Rhin)
- Place du 3e RTA à Kilstett (Bas-Rhin)[9]
- Rue du 3e RTA à Pontarlier (Doubs)
- Rue du 3e RTA à Bussang (Vosges)
- Rue de 3e RTA  à Saulxures-sur-Moselotte (Vosges)

### Monuments et plaques commémoratives

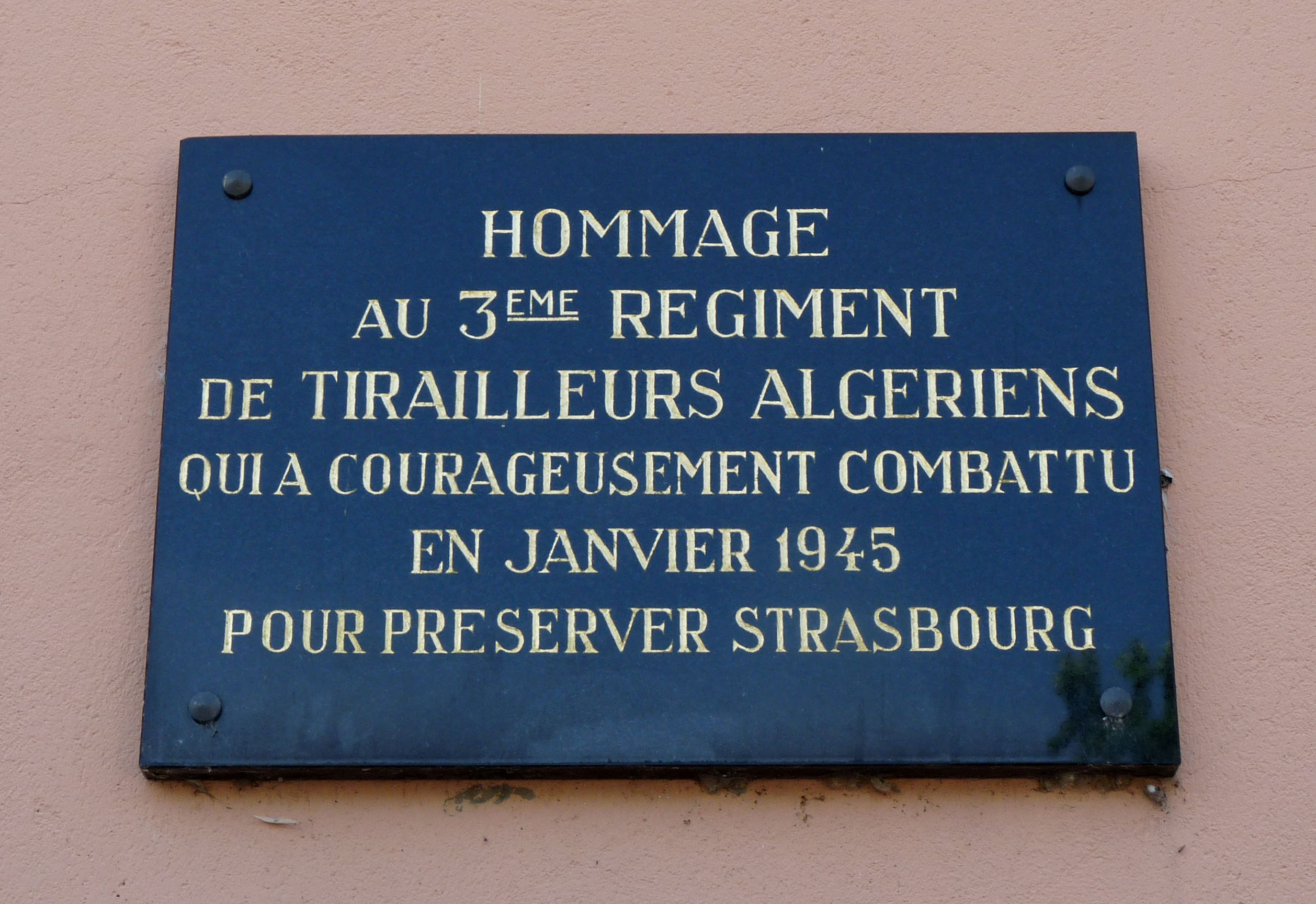
Plaque commémorative sur la Place du 3e RTA à Strasbourg

- Plaque commémorative 3e RTA à Strasbourg (Bas-Rhin)

« Hommage au 3e Régiment de Tirailleurs Algériens qui a courageusement combattu en janvier 1945 pour préserver Strasbourg. »
— Plaque fixée sur le mur à droite de l'entrée de la Citadelle de Strasbourg, place du 3e Régiment de Tirailleurs Algériens
- Plaque commémorative 3e RTA et 3e DIA à Maîche (Doubs)

« La Ville de Maîche en reconnaissance aux soldats du 3e Régiment de Tirailleurs Algériens (Colonel de LINARES) de la 3e Division d'Infanterie Algérienne (Général de MONTSABERT) qui avec l'appui des Forces Françaises de l'Intérieur ont contribué à la victoire et à la libération de notre cité le 5 septembre 1944. »
- Plaque commémorative 3e RTA à Damprichard  (Doubs)

« Place du 3e Régiment de Tirailleurs Algériens libérateur de Damprichard 6 septembre 1944. »
- Plaque commémorative 3e RTA et FFI à La Cluse-et-Mijoux

« Le 5 septembre 1944 le 3e R.T.A. avec les F.F.I. a libéré La Cluse-et-Mijoux. »

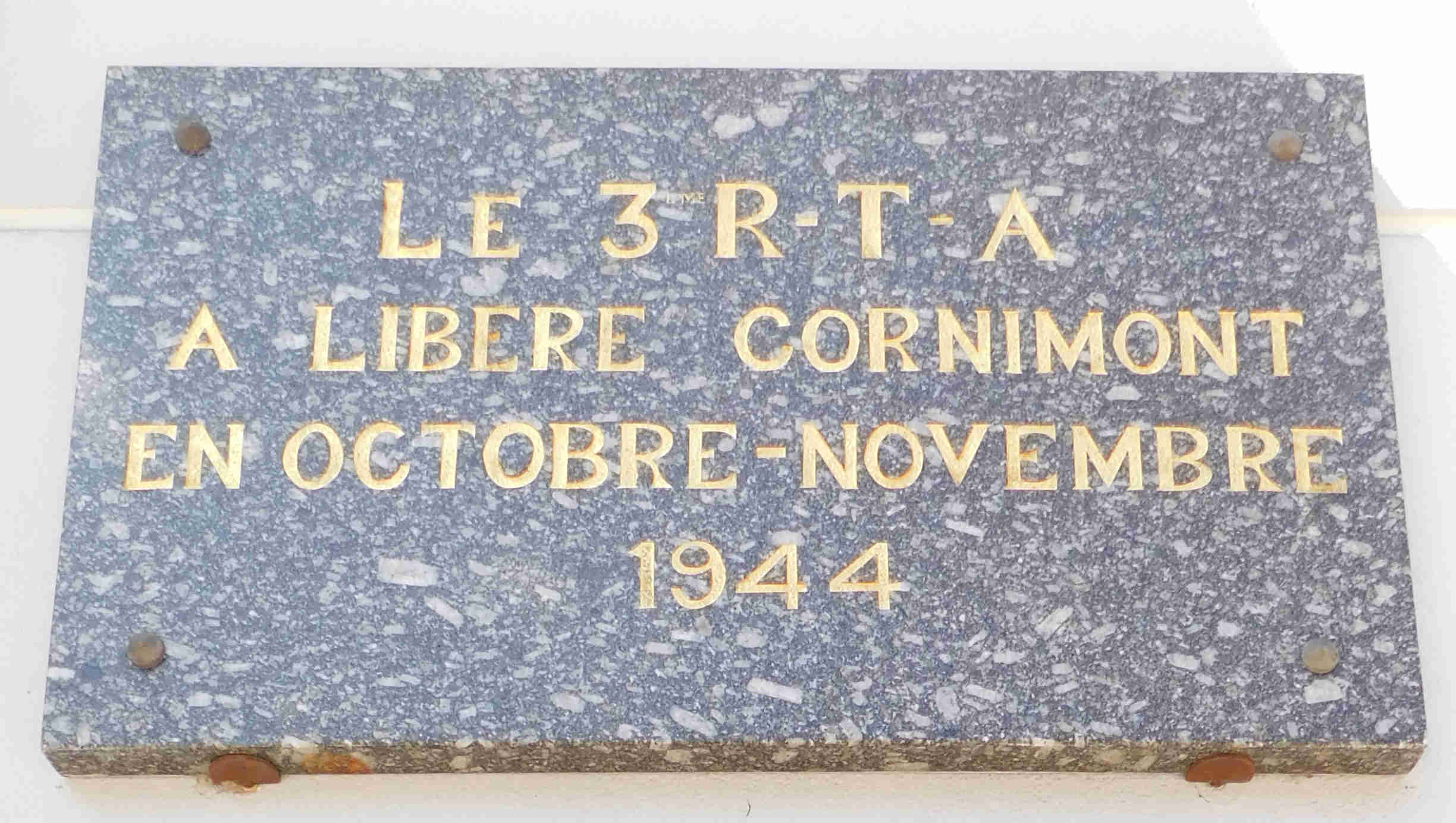
"Le 3e RTA a libère Cornimont en octobre-novembre 1944"

- Plaque commémorative 3e RTA et FFI à Cornimont (Vosges)

« Le 3 R.T.A. a libéré Cornimont en octobre-novembre 1944. »
- Plaque commémorative 3e RTA à Urbès (Haut-Rhin)

« Le 3e Régiment de Tirailleurs Algériens, Colonel Pierre AGOSTINI a libéré Urbès le 2 décembre 1944. »
- Plaque commémorative 3e RTA à La Planée (Doubs)
- Plaque commémorative 3e RTA à Oye-et-Pallet (Doubs)
- Plaque commémorative 3e RTA à la fontaine en face de la Chartreuse de Montrieux (Var)
- Plaque commémorative 3e RTA à Cornimont (Vosges)

## Personnalités ayant servi au 3e RTA
- Joseph Broizat, colonel pendant la guerre d'Algérie, lieutenant et commande une compagnie du 3e RTA en 1943-1945.
- Albert d'Amade, général et grand-croix de la Légion d'honneur, sous-lieutenant au 3e RTA de 1876 à 1881.
- Léopold Justinard, sert au 3e RTA avant la Première Guerre mondiale.
- Paul Flatters militaire et explorateur.

## Sources et bibliographie
- Lucien Darier-Chatelain, Historique du 3e régiment de Tirailleurs algériens : ouvrage rédigé d'après les ordres de M. le colonel Boitard, G. Heim, Constantine (Algérie), 1888, 582 p.
- Le 3e Régiment de Tirailleurs Algériens pendant la campagne d'Italie (janvier-août 1944), Vie exaltante, no 20, Éditions de la nouvelle France, Paris, 1945
- François de Linares, (fils du colonel), Par les portes du Nord : la libération de Toulon et de Marseille en 1944, Nouvelles Éditions Latines, 2005